# Guérin-Kouka
Guérin-Kouka – miasto w Togo, w regionie Kara. Położone jest około 360 km na północ od stolicy kraju, Lomé. W spisie ludności z 6 listopada 2010 roku liczyło 9570 mieszkańców.